# Lamazière-Basse
Lamazière-Basse is een gemeente in het Franse departement Corrèze (regio Nouvelle-Aquitaine) en telt 286 inwoners (1999). De plaats maakt deel uit van het arrondissement Ussel.

## Geografie
De oppervlakte van Lamazière-Basse bedraagt 46,6 km², de bevolkingsdichtheid is 6,1 inwoners per km².
De onderstaande kaart toont de ligging van Lamazière-Basse met de belangrijkste infrastructuur en aangrenzende gemeenten.

## Demografie
Onderstaande figuur toont het verloop van het inwonertal (bron: INSEE-tellingen).